# Cleveland, Texas
Cleveland är en ort i Liberty County i delstaten Texas, USA.